# Vallda socken
Vallda socken i Halland ingick i Fjäre härad, ingår sedan 1971 i Kungsbacka kommun och motsvarar från 2016 Vallda distrikt. Enligt Kungsbacka kommun är Vallda en av kommunens 10 kommundelar.
Socknens areal är 53,04 kvadratkilometer, varav 52,69 land. År 2000 fanns här 6 695 invånare. Tätorterna Vallda, Halla Heberg, och Lerkil samt tätorten Backa med Vallda kyrkby och sockenkyrkan Vallda kyrka ligger i socknen.  

## Administrativ historik
Vallda socken har medeltida ursprung.
Vid kommunreformen 1862 övergick socknens ansvar för de kyrkliga frågorna till Vallda församling och för de borgerliga frågorna till Vallda landskommun.  Landskommunen uppgick 1952 i Särö landskommun som sedan 1971 uppgick i Kungsbacka kommun.
1 januari 2016 inrättades distriktet Vallda, med samma omfattning som församlingen hade 1999/2000.  
Socknen har tillhört fögderier och domsagor enligt Fjäre härad. De indelta båtsmännen tillhörde Norra Hallands första båtsmanskompani.

## Geografi och natur
Vallda socken ligger sydväst om Kungsbacka på norra delen av Onsalahalvön med viss skärgård. Socknen består av en dalbygder i den inre delen av halvön skilda åt av bergsryggar och med skärgårdsnatur med kala klippor.
I socknen finns tre naturreservat som alla ingår i EU-nätverket Natura 2000: Hördalen som delas med Släps socken, Kungsbackafjorden som delas med Fjärås, Hanhals, Onsala och Ölmevalla socknar samt Vallda Sandö.
Sätesgårdar var Vallda säteri och Gustavsbergs herrgård.
I socknen finns Toråsskolan (låg-, mellan- och högstadie), Furulidskolan (låg- och mellanstadie), tre förskolor, ett äldreboende, ICA-butiken Oasen och en frisör. Här finns även scoutgård och en sporthall (Valldahallen). Tre stycken större badplatser finns i kommundelen: Lerkil, Vallda Sandö och Smarholmen.

## Fornlämningar
Från stenåldern finns cirka 35 boplatser och från bronsåldern 90 gravrösen och flera högar. Från järnåldern finns flera gravfält, resta stenar, domarringar och fyra fornborgar.

## Namnet
Namnet (1462 Valdhe) kommer från kyrkbyn. Förleden innehåller möjligen vall, slät, gräsbevuxen mark' och efterleden lid, 'sluttning' syftande på sluttningarna öster och norr om kyrkan.

## Befolkningsutveckling
| Befolkningsutvecklingen i Vallda socken 1760–1990                                                       | Befolkningsutvecklingen i Vallda socken 1760–1990 | Befolkningsutvecklingen i Vallda socken 1760–1990 | Befolkningsutvecklingen i Vallda socken 1760–1990 | Befolkningsutvecklingen i Vallda socken 1760–1990 |
| --- | ------------------------------------------------- | ------------------------------------------------- | ------------------------------------------------- | ------------------------------------------------- |
| |                                                   |                                                   |                                                   |                                                   |
| År |                                                   |                                                   | Folkmängd                                         |                                                   |
| 1760 | 1760                                              |                                                   | 1 150                                             |                                                   |
| 1769 | 1769                                              |                                                   | 1 162                                             |                                                   |
| 1780 | 1780                                              |                                                   | 1 336                                             |                                                   |
| 1790 | 1790                                              |                                                   | 1 319                                             |                                                   |
| 1810 | 1810                                              |                                                   | 1 669                                             |                                                   |
| 1820 | 1820                                              |                                                   | 1 771                                             |                                                   |
| 1830 | 1830                                              |                                                   | 1 938                                             |                                                   |
| 1840 | 1840                                              |                                                   | 1 967                                             |                                                   |
| 1850 | 1850                                              |                                                   | 2 161                                             |                                                   |
| 1860 | 1860                                              |                                                   | 2 213                                             |                                                   |
| 1870 | 1870                                              |                                                   | 2 199                                             |                                                   |
| 1880 | 1880                                              |                                                   | 2 182                                             |                                                   |
| 1890 | 1890                                              |                                                   | 2 053                                             |                                                   |
| 1900 | 1900                                              |                                                   | 1 820                                             |                                                   |
| 1910 | 1910                                              |                                                   | 1 627                                             |                                                   |
| 1920 | 1920                                              |                                                   | 1 463                                             |                                                   |
| 1930 | 1930                                              |                                                   | 1 373                                             |                                                   |
| 1940 | 1940                                              |                                                   | 1 371                                             |                                                   |
| 1950 | 1950                                              |                                                   | 1 354                                             |                                                   |
| 1960 | 1960                                              |                                                   | 1 330                                             |                                                   |
| 1970 | 1970                                              |                                                   | 2 877                                             |                                                   |
| 1980 | 1980                                              |                                                   | 4 478                                             |                                                   |
| 1990 | 1990                                              |                                                   | 5 815                                             |                                                   |
| Anm: Källor: Umeå universitet - Tabellverket 1749-1859, Demografiska databasen, CEDAR, Umeå universitet |                                                   |                                                   |                                                   |                                                   |